# Coelorinchus kishinouyei
Coelorinchus kishinouyei är en fiskart som beskrevs av Jordan och Snyder, 1900. Coelorinchus kishinouyei ingår i släktet Coelorinchus och familjen skolästfiskar. Inga underarter finns listade i Catalogue of Life.